# Núgzar Assatíani
Núgzar Assatíani   (Kutaissi, 16 de juliol de 1937 - Tbilisi, 2 d'abril de 1992) va ser un tirador d'esgrima georgià, especialista en sabre, que va competir sota bandera de la Unió Soviètica durant les dècades de 1950 i 1960.
El 1960 va prendre part en els Jocs Olímpics d'Estiu de Roma, on va disputar dues proves del programa d'esgrima. En la prova de sabre per equips fou cinquè, mentre en la del sabre individual quedà eliminat en quarts de final. Quatre anys més tard, als Jocs de Tòquio, va guanyar la medalla d'or en la prova del sabre per equips.
En el seu palmarès també destaquen cinc medalles al Campionat del món d'esgrima, una d'or, tres de plata i una de bronze, entre les edicions de 1958 i 1966, així com dues medalles de plata a les Universíades de 1962. El 1961 guanyà el campionat soviètic de sabre individual i el 1960, 1962, 1966 i 1968 la Copa de l'URSS individual.